# التمرد الكردي 1983–1986
اندلعت التمردات الكردية في العراق في الفترة 1983–1986 أثناء الحرب العراقية الإيرانية عندما تمردت ميليشيات الاتحاد الوطني الكردستاني والحزب الديمقراطي الكردستاني في كردستان العراق ضد صدام حسين كجزء من الصراع العراقي الكردي، في محاولة لتشكيل دولة مستقلة. ومع انشغال قوات الحكومة العراقية في الحرب العراقية الإيرانية، نجحت قوات  البيشمركة الكردية (التي جمع قوات الحزب الديمقراطي الكردستاني والاتحاد الوطني الكردستاني) في السيطرة على بعض الجيوب، بدعم لوجستي إيراني وأحياناً عسكري ايضا. وأدت الثورة الأولية إلى طريق مسدود بحلول عام 1985.
كانت المرحلة الأكثر عنفاً في الصراع بين الأكراد ونظام البعث العراقي هي حملة الأنفال التي شنها الجيش العراقي ضد الأقلية الكردية، والتي جرت بين عامي 1986 و1988 وشملت الهجوم الكيميائي على حلبجة. انتهت حملة الأنفال في عام 1988 باتفاق عفو بين الطرفين المتحاربين. لم يحقق الأكراد أي مكاسب دائمة.

## الخلفية

### الشعب الكردي في العراق
تقع كردستان العراق في شمال العراق، على طول حدودها مع سوريا وتركيا وإيران. وهي منطقة جبلية وخصبة في الغالب. نحو الشمال، على طول الحدود الإيرانية، تقع أطراف جبال زاغروس. عاش الأكراد في هذه المنطقة لآلاف السنين، ولكنهم لم يكونوا أبدًا جزءًا من دولة عِرقية كردية. بدلاً من ذلك، سيطرت إمبراطوريات ودول حديثة مختلفة على هذه المنطقة.
يعرّف الأكراد أنفسهم على أنهم أكراد من خلال اللغة التي يتحدثونها، وعاداتهم، ودينهم (معظمهم من المسلمين السنة، ولكن هناك أقليات شيعية وعلويه ويزيدية)، وتسامحهم مع الأديان الأخرى، وانتمائهم القَبلي. يتم تحديد القبائل من خلال القرابة والموقع الجغرافي. بالنسبة للأكراد، فإن الانتماء للقبيلة أكثر أهمية من البلد الرسمي الذي تقع فيه القبيلة. منذ عشرينيات القرن الماضي، كان الأكراد يضمرون ضغينة ضد مختلف الحكومات العراقية بسبب عدم تمثيلهم في مؤسسات الدولة.

### الحزب الديمقراطي الكردستاني
الحزب الديمقراطي الكردستاني هو أقدم وأبرز حزب سياسي للشعب الكردي. تأسس في عام 1946 بقيادة الملا مصطفى بارزاني، وكانت أهدافه الأولية تستند إلى التطلعات القومية الكردية والرغبة في الحكم الذاتي. بمرور الوقت، طور بارزاني ومؤيدوه مهمة الحزب الديمقراطي الكردستاني لتصبح نضالًا من أجل «الحقوق الكاملة للأكراد في تقرير المصير التي تتحقق بالوسائل السلمية في عراقٍ ديمقراطي وتعددي واتحادي». كان بارزاني أول شخص يجمع القومية الكردية شبه الشاملة بين الشعب، ومنذ منتصف الثلاثينيات وحتى طرده من العراق في السبعينيات، كان اسمه مرادفًا للسعي الكردي نحو الاستقلال. قاد بارزاني تمردات متقطعة ضد حكومات العراق (الحرب العراقية الكردية الأولى والثانية) وإيران وتركيا، على أمل الحصول على قوى ثورية أكبر في كل مرة.

### الاتحاد الوطني الكردستاني
تأسس الاتحاد الوطني الكردستاني في عام 1975 بقيادة جلال طالباني. عمل طالباني كثوري كردي في الحزب الديمقراطي الكردستاني واكتسب شهرة وسمعة من خلال انتقاده لبارزاني. في عام 1975، انشق طالباني وأتباعه عن الحزب الديمقراطي الكردستاني وأسسوا حزبًا جديدًا أكثر ليبرالية. في جوهره، يعمل الاتحاد الوطني الكردستاني على نفس المنصة التي يعمل عليها الحزب الديمقراطي الكردستاني، حيث يضغط من أجل «استقلال كردستان وديمقراطية العراق». يميز الاتحاد الوطني الكردستاني نفسه عن الحزب الديمقراطي الكردستاني من خلال جذب أنصاره من وسط وجنوب كردستان. أصبح الاتحاد الوطني الكردستاني يمثل مجموعة من الناس أكثر حضرية وفكرية وتقدمية سياسياً، مقابل الخطاب التقليدي للحزب الديمقراطي الكردستاني. يمكن لمؤيدي كل حزب أن يميزوا أنفسهم شخصياً من خلال التحالف القبلي والاختلافات الشخصية والخلافات الأيديولوجية.

### الحكومة البعثية العراقية
على الرغم من أن الحزب الديمقراطي الكردستاني والاتحاد الوطني الكردستاني حزبان سياسيان منفصلان، إلا أنهما حاربا نفس الخصم، وهو حكومة العراق بقيادة صدام حسين. منذ بداية حكم البعث في العراق، كانت هناك خلافات بين قادة البعث والشعب الكردي. جرت مفاوضات متقطعة بين المجموعتين لمناقشة برامج الأحزاب ومحاولة التوصل إلى توافق في الآراء بشأن التمثيل؛ لكن البعث كان يشك بشكل استثنائي في الأكراد الشكوك تجاه الحزب الديمقراطي الكردستاني، وخاصة تجاه زعيمه بارزاني. في المقابل، تم تشكيل تحالف طبيعي بين البعث والحزب السياسي الاتحاد الوطني الكردستاني. كلاهما كانا منظمتين يساريتين تدعوان إلى تحالف كردي-عربي.

### فرصة سانحة
بحلول أواخر السبعينيات، كان مسعود بارزاني قد أنشأ بالفعل قوة من 5000 رجل في شمال العراق (بحلول عام 1979)، وانخرطت قواته في قتال مع الحزب الديمقراطي الكردستاني الإيراني خلال تمرد الأكراد في إيران عام 1979، وفاءً لتحالفهم مع إيران.
في سبتمبر 1980، دخل العراق في حرب مع إيران حول شط العرب، وبدلاً من تحقيق نصر سريع، تحولت الحرب إلى حالة من الجمود طويلة الأمد. رأى الأكراد في ذلك فرصة سانحة للسيطرة على المناطق الكردية، بينما كانت الحكومة العراقية منشغلة ومضْعفة. كان الهدف هو إنشاء منصة تفاوضية جديدة ودفع القوات الحكومية العراقية للخروج من كردستان. منذ بداية الحرب، أقام الحزب الديمقراطي الكردستاني بقيادة بارزاني تحالفًا قويًا مع الإيرانيين، بينما حافظ الاتحاد الوطني الكردستاني - وهي منظمة يسارية - على مسافة بينه وبين جمهورية إيران الإسلامية المحافِظة حديثة الإنشاء، وتلقى الاتحاد دعمًا لوجستيًا من سوريا البعثية وليبيا.

## التأثير: إحصاءات اللاجئين والوفيات
- اللاجئون: فر ما لا يقل عن مليون شخص (حوالي 30٪ من السكان) إلى إيران وتركيا.
- منذ عام 1971، لجأ ما لا يقل عن 370,000 شخص إلى إيران، أي ما يزيد عن 10٪ من سكان كردستان العراق.

- حملة الأنفال:
  - قُتل ما بين 50,000 و 100,000 شخص، بينهم نساء وأطفال.
  - دُمرت 90٪ من القرى الكردية المستهدفة، أي ما يقرب من 4,000 قرية.
- هجوم حلبجة بالغاز السام:
  - قُتل ما بين 3,000 و 5,000 شخص.
  - أصيب ما بين 7,000 و 10,000 شخص.
  - هرب ما لا يقل عن 50,000 كردي إلى إيران بعد هذا الهجوم.

تم جمع هذه الأرقام من قبل منظمة هيومن رايتس ووتش.

## دور إيران
ساعدت إيران سراً الأكراد العراقيين ضد العراقيين بالأسلحة والإمدادات الغذائية والمعلومات الاستخباراتية مقابل الحصول على معلومات استخباراتية عن تحركات العراق والمساعدة على طول الحدود الشمالية بين إيران والعراق.
بالإضافة إلى ذلك، كانت إيران حليفة لمسعود بارزاني وساعدت الحزب الديمقراطي الكردستاني بالأسلحة وتدريب قوات البشمركة وقادتها. مقابل الأسلحة والتعليم، حصل الإيرانيون على معلومات استخباراتية عن الجيش العراقي ومساعدة الأكراد في محاربة الجيش العراقي. كان للإيرانيين مصلحة في مساعدة الأكراد. أدى الحصار المستمر من قبل الأكراد إلى شغل البعث ومنع الجيش من تكريس موارده بالكامل لغزو الإيرانيين. دعم الإيرانيون الأكراد إلى الحد الذي أصبحوا فيه أقوياء بما يكفي لمحاربة العراقيين، ولكن ليس بما يكفي للتغلب على الجيش العراقي.